# میمون رفتن!
میمون رفتن! (به انگلیسی: Going Ape!) فیلمی محصول سال ۱۹۸۱ و به کارگردانی جرمی جو کرانسبرگ است. در این فیلم بازیگرانی همچون تونی دنزا، جسیکا والتر، استیسی نلکین، دنی دویتو، آرت مترانو، فرانک سیورو و جوزف ماهر ایفای نقش کرده‌اند.